# Hans Dressler
Hans Dressler (ur. 5 kwietnia 1869 we Wrocławiu, zm. 28 kwietnia 1943 tamże) – niemiecki malarz i rysownik.

## Życiorys
Był synem Adolfa Dresslera, wrocławskiego malarza i rysownika. Od 1885 studiował malarstwo w Królewskiej Szkole Rzemiosła Artystycznego we Wrocławiu u Albrechta Bräuera, ale po roku przeniósł się do Akademii Sztuk Pięknych w Monachium. Uczył się w pracowniach Karla Rauppa, Johanna Caspara Hertericha i Wilhelma von Dieza. W 1892 powrócił do Wrocławia i założył własną szkołę rysunku i malarstwa. Walczył w I wojnie światowej, a następnie powrócił do rodzinnego miasta. W 1921 osiedlił się i założył pracownię na terenie wrocławskiego ogrodu zoologicznego (w gmachu dzisiejszego terrarium), gdzie mieszkał do zgonu. Podróżował po Europie, odwiedził Włochy, wyspę Hiddensee, Mierzeję Kurońską, Karkonosze i Górny Śląsk. 5 października 1922 otrzymał Verdienstmedaille II klasy (Krzyż Zasługi) od Kyffhäuserbund za udział w I wojnie światowej.
Malował krajobrazy miejskie, pejzaże, portrety i zwierzęta. Przez całe okres twórczy pozostawał pod bardzo dużym wpływem sztuki swojego ojca, tworzył również ekslibrisy.